# Siro Zuliani
Siro Zuliani (Verona, 9 gennaio 1852 – Mantova, 19 marzo 1884) è stato un contabile italiano, suicida, protagonista di un misterioso fatto di cronaca che ebbe risonanza non solo nazionale.

## Biografia
Siro Zuliani era un umile e onesto impiegato contabile della ditta commerciale Lasca di Verona, tanto improvvisamente, quanto misteriosamente, diventato ricchissimo al punto di farsi costruire un palazzo ammobiliato con estremo lusso ed elargire anche ricche elemosine ai poveri di Verona. Per questo fu soprannominato "il Duca" e poi "di Santo Stefano" dal nome del quartiere dove era nato e dove si fece costruire il palazzo.
Quando giunse il carnevale lo elessero presidente del comitato di Santo Stefano e fu lui l’eroe delle feste di Verona, il primo "duca della Pignata"
Il personaggio ebbe eco nelle cronache della stampa di fine '800 non solo nazionale ma anche internazionale dove il personaggio, che aveva colpito l'immaginario popolare, forse fu anche enfatizzato.
La cosa strana fu che Zuliani, nonostante l'ostentata ricchezza, non abbandonò mai il suo impiego presso i Lasca i quali apprezzavano molto la sua attività e non avevano nessuna intenzione di licenziarlo.
Cominciarono a circolare voci malevole sull'origine di tale fortuna, tra le quali, quella più benevola, che avrebbe trovato un'anfora piena di monete d'oro durante i lavori di ristrutturazione della sua vecchia abitazione.
Giunte al suo orecchio tali dicerie decise di esporre nella vetrina di uno dei negozi più frequentati di Verona una enorme anfora con su appeso un cartello che recitava: "Ecco la vera pignatta trovata dal Duca di Santo Stefano".
Da questo fatto si trasse ispirazione in un primo tempo per costituire nel gennaio del 1884 il  "Baccanale di Santo Stefano e San Giorgio", poi riconvertito in "Ducato di Santo Stefano".
Più volte richiesto da amici e conoscenti di svelare il mistero dell'origine di tale ricchezza il Zuliani rispondeva sempre che questo segreto lo avrebbe seguito nella tomba. E così fu.
Fu ipotizzato che fosse il figlio naturale di un arciduca o di un principe.
Fu anche indagato dalla polizia perché sospettato di essere un falsario ma non si trovò niente di illecito a suo carico.
La ditta Lasca, per fugare il dubbio che Zuliani avesse approfittato delle entrate o dei creditori della ditta fece indagini da cui emerse solo un dettaglio irrilevante, cioè un errore nella trascrizione dei libri contabili che Zuliani si offrì subito di correggere portandosi a casa i libri stessi.
Giunto a casa si chiuse nella sua stanza e bruciò tutti i libri contabili della ditta Laschi.
Fatto ciò il giorno dopo partì, stranamente con un biglietto di andata e ritorno, per Mantova dove nell'albergo "Croce Verde" si suicidò, sparandosi un colpo di rivoltella sotto alla barba, lasciando sul comodino dell'albergo la seguente lettera indirizzata al cognato:
I Laschi hanno voluto che io fossi cattivo, e cattivo mi mostro. Ho bruciato tutti i loro registri e ora mi tolgo la vita. Il mio segreto scenderà con me nella tomba. Solo due persone di alto lignaggio sanno qualcosa.
Per mantenere mia moglie si venda il palazzo e i mobili, pagando i pochi debiti che lascio. Se mia moglie vorrà potrà sposarsi con un altro, ma non l’amerà mai come me. Saluto il prefetto, il sindaco e i miei compagni.”
Siro Zuliani morì suicida all'età di 32 anni portando il suo segreto nella tomba come da lui sempre affermato.
Il mistero non è stato mai svelato.